# Tipula (Lunatipula) deserticola
Tipula (Lunatipula) deserticola is een tweevleugelige uit de familie langpootmuggen (Tipulidae). De soort komt voor in het Palearctisch gebied.